# نوکوئورو
نوکوئورو یک آب‌سنگ حلقوی در ایالات فدرال میکرونزی است. نوکوئورو بخشی از ایالت پوناپی در ایالات فدرال میکرونزی است و پس از کاپینگامارانگی، جنوبی‌ترین آب‌سنگ حلقوی این کشور است. هر دو آن‌ها خارج از محدوده مثلث پلی‌نزی هستند.

## تاریخ

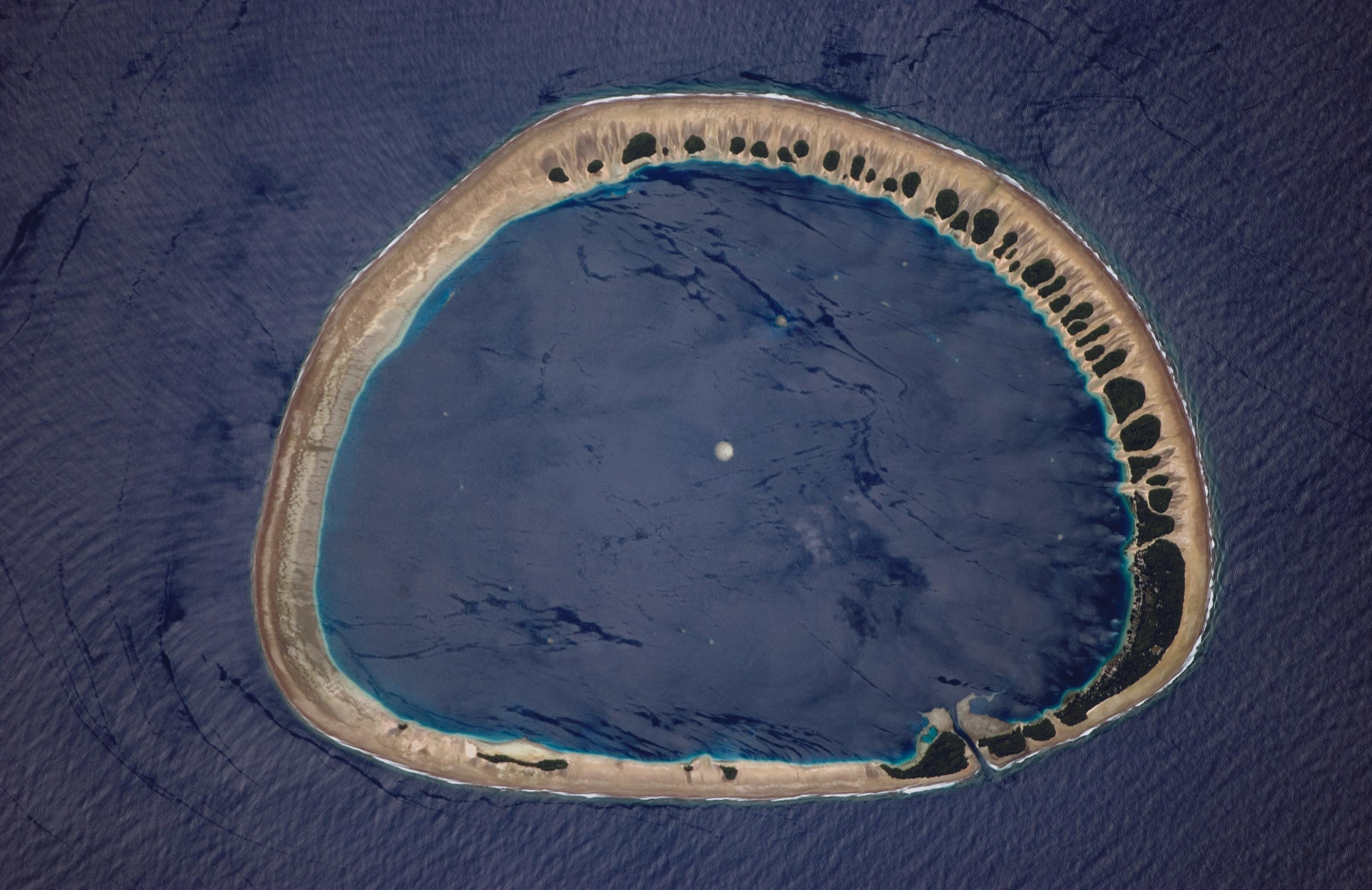
نوکوئورو و تالاب آن از دید ماهواره ناسا

مردم محلی می گویند که در قرن ۱۸ یک مرد و خدمه شش آن از توکلائو در جنوب اقیانوس آرام، اولین کسانی بودند که برای زندگی به نوکوئورو آمدند.
بر اساس مدارک ثبت شده، اولین اروپایی وارد شده به این جزیره، افسر نیروی دریایی اسپانیا خوان باتیستا مونته ورده در ۱۸ فوریه ۱۸۰۶ فرمانده ناوچه سن رافائل از شرکت سلطنتی فیلیپین بود. به همین دلیل برای مدت طولانی در نقشه‌ها نام این جزیر به عنوان جزایر مونته ورده نوشته می‌شد.

## موقعیت جغرافیایی
نوکوئورو مکانی دور افتاده و بدون هیچ باند فرودگاه است و تنها هر چند ماه، یک قایق مسافری به آن رفت‌وآمد می‌کند.

## مساحت
مساحت کل جزیره، از جمله تالاب آن ۴۰ کیلومترمربع (۱۵ مایل مربع) با زمینی به مساحت ۱/۷ کیلومترمربع (۰/۶۶ مایل مربع) است که به بیش از ۴۰ جزیره کوچک در شمال، شرق و جنوب تالاب، تقسیم شده‌است. تاکنون، بزرگترین آن‌ها جزیره کوچک نوکوئورو است که مرکز جمعیت و پایتخت آن است. قطر تالاب ۶ کیلومتر (۳/۷ مایل) است. 

## مردم

### جمعیت
تا سال ۲۰۰۷، جمعیت نوکوئورو ۳۷۲ بوده هر چند صد نفر از آن‌ها در پوناپی زندگی می‌کنند.

### مشاغل
ماهی‌گیری، دامداری و کشاورزی (تارو و مغز نارگیل) مشاغل اصلی مردم آن هستند. پروژه‌های اخیر به منظور کشت صدف مروارید تاهیتی و صدف چروک موفق بوده‌اند که باعث افزایش درآمد مردم جزیره شده‌است.

### تحصیل
تنها مدرسه آن ۴ کلاس دارد و کودکان بیش از ۱۴ سال برای دبیرستان خود باید به پوناپی سفر کنند.

## زبان
ساکنان نوکوئورویی که یک زبان پلی‌نزیایی است صحبت می‌کنند. این زبان هم خانواده زبان‌های کاپینگامارانگی، رِنِلِسی و پیلِنی است.

## گردشگری
این جزیره هیچ گردشگری به جز گاه به گاه برای عبور قایق‌های بادبانی ندارد. 